# 句音調
句音調（くおんちょう）とは、日本語の共通語において、一続きに発音されるまとまり（音調句）の初頭に来る上昇をいう。イントネーションの一種である。

## 概要
日本語の共通語の単語は、音の高さの急激な下降があるかないか、あるとすれば位置がどこかが決まっている（アクセント#共通語のアクセントを参照）。実際には、この下降に様々な要因が加わって、具体的な音調ができる。その一つが句音調である。
「そば屋」という単語は、次のように様々な音調で発音される。音の高さの上昇を [ 、下降を ] で示す。これらに共通するのは、必ずバの直後で下降することである。
- ソ[バ]ヤ（そば屋）
- ア[カイソバ]ヤ（赤いそば屋）
- ウ[マ]イソバ]ヤ（旨いそば屋）

それに対し、上昇の位置は、一続きに発音されるまとまり（音調句）の最初の拍と2番目の拍の間である。ソとバの間に必ず来るわけではない。下降が単語ごとに定まっているのに対し、上昇は区切りによって出現するのである。

## 音環境と句音調
句音調は多くの場合最初の拍と2番目の拍の間に現れる。だが、アクセントが(1)型の場合、そこには下降が来なければならないので、句音調はその前に来る。
- [ヨ]イソバ]ヤ（良いそば屋）

また、2拍目が /ン/ または /ー/ である場合も、句音調はその前に来ることが多い。
- [トーイソバ]ヤ（遠いそば屋）
- [トンダソバ]ヤダ（とんだそば屋だ）

2拍目が /ッ/ である場合、または無声化する場合は、句音調はその後に来る。
- キッ[トソバ]ヤ（きっとそば屋）
- アシ[タ]ワソ[バ]ヤニイコ]ー（明日はそば屋に行こう）

## 構文と句音調

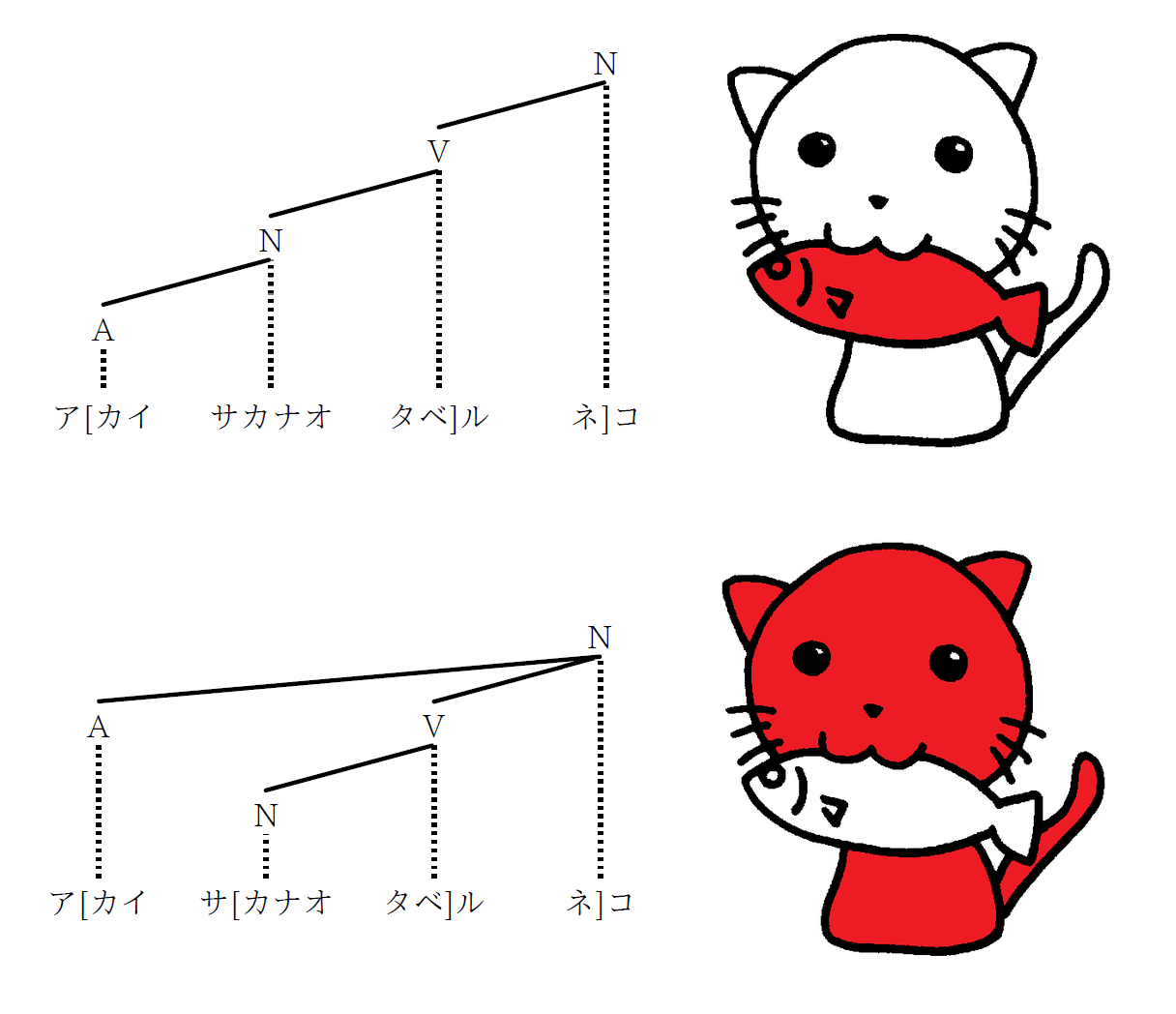
「赤い魚を食べる猫」。図の読み方はカテナ (言語学)の項参照。

句音調は区切りを示し、文の構造を伝える機能を果たしている。
文字の上では区別できない曖昧な文も、句音調によって発音しわけることができる。たとえば、「赤い魚を食べる猫」という名詞句は、2通りに解釈できる。赤いのは魚であるという解釈と、赤いのは猫であるという解釈である。赤いのは猫であるという意味の場合は｜の位置に区切りを置くことで、次のように発音しわけることができる。
- 赤いのは魚: ア[カイサカナオタベ]ルネ]コ
- 赤いのは猫: ア[カイ｜サ[カナオタベ]ルネ]コ

赤いのは猫という解釈では、「赤い」が近くにある「魚を」ではなく遠くにある「猫」に係るため、「赤い」と「魚を」の間で区切る。そのため「魚を」に句音調が来るのである。
日常会話では無意識に適切に区切っているが、文章を朗読する際には朗読者が読む文をきちんと理解していないと適切に区切ることができず、聞き手としては意味が取りにくくなることがある。